# فيتو دي فيليبو
فيتو دي فيليبو (بالإيطالية: Vito De Filippo)‏ هو سياسي إيطالي، ولد في 27 أغسطس 1963 في إيطاليا. حزبياً، نشط في الحزب الديمقراطي. انتخب عضو مجلس النواب في الجمهورية الإيطالية (19 مارس 2018 – ).